# Khaled Bahah
Khaled Mahafoudh Bahah (ِArabic: خالد محفوظ بحاح) là chính trị gia Yemen giữ chức Thủ tướng Yemen từ năm 2014, cũng như Phó Tổng thống Yemen từ năm 2015.
Bahah nhận bằng cử nhân thương mại và thạc sĩ thương mại (1992) từ Đại học Pune ở Ấn Độ. 
Trong năm 2011, Bahah tích cực ủng hộ cuộc cách mạng tại Yemen bắt đầu từ tháng ba, yêu cầu Tổng thống Ali Abdullah Saleh từ chức và tránh đổ máu thêm. Ông đã rời khỏi đảng cầm quyền vì lý do bạo lực của chính quyền Saleh đối với công dân của mình. Ông tiếp tục làm Đại sứ Yemen tại Canada.
Tổng thống Abd Rabbuh Mansur Hadi đã bổ nhiệm Bahah, lúc đó đang là đại diện thường trực tại Liên Hợp Quốc, làm Thủ tướng được chỉ định vào ngày 13 tháng 10 năm 2014, với sự đồng ý của Houthis người đã chiếm giữ thủ đô tháng trước đó. Ông nhậm chức Thủ tướng vào ngày 09 tháng 11 năm 2014. Tuy nhiên, vào ngày 22 tháng 1 năm 2015, sau khi giao tranh nặng xung quanh tòa nhà tổng thống, Tổng thống Hadi và Thủ tướng Bahah nộp đơn từ chức và nội các giải tán, để lại Yemen không có chính quyền.